# Джеле, Лидия
Лидия Кейси Джеле (англ. Lydia Casey Jele; род. 22 июня 1990, Габороне), в девичестве Машила (англ. Mashila) — ботсванская легкоатлетка, специалистка по бегу на короткие дистанции. Выступала за сборную Ботсваны по лёгкой атлетике в период 2010—2017 годов, серебряная и бронзовая призёрка чемпионатов Африки, обладательница серебряной медали Всеафриканских игр, рекордсменка страны, участница летних Олимпийских игр в Рио-де-Жанейро.

## Биография
Лидия Машила родилась 22 июня 1990 года в городе Габороне, Ботсвана.
Впервые заявила о себе в лёгкой атлетике на взрослом международном уровне в сезоне 2010 года, когда вошла в основной состав ботсванской национальной сборной и выступила на Играх Содружества в Дели, где в программе эстафеты 4 × 400 метров стала шестой.
В 2011 году на летней Универсиаде в Шэньчжэне заняла 27 место в беге на 200 метров и 21 место в беге на 400 метров. При этом на Всеафриканских играх в Мапуту показала 18 результат на четырёхсотметровой дистанции.
На чемпионате Африки 2012 года в Порто-Ново стала одиннадцатой в индивидуальном беге на 400 метров и завоевала серебряную медаль в эстафете 4 × 400 метров, уступив только команде из Нигерии.
В 2013 году в беге на 400 метров была двенадцатой на Универсиаде в Казани, тогда как на чемпионате мира в Москве заняла 16 место в эстафете 4 × 400 метров.
На африканском первенстве 2014 года в Марракеше финишировала седьмой в беге на 200 метров и девятой в беге на 400 метров, в то время как в эстафете 4 × 400 метров получила бронзу.
В 2015 году на чемпионате мира по легкоатлетическим эстафетам в Нассау стала тринадцатой в эстафете 4 × 400 метров. В той же дисциплине выиграла серебряную медаль на Африканских играх в Браззавиле.
На чемпионате Африки 2016 года в Дурбане была четвёртой в индивидуальном беге на 400 метров и в эстафете 4 × 400 метров. Благодаря череде удачных выступлений удостоилась права защищать честь страны на летних Олимпийских играх в Рио-де-Жанейро — в зачёте бега на 400 метров показала время 52,24 секунды в предварительном квалификационном забеге и не смогла отобраться в полуфинал.
После Олимпиады Джеле ещё в течение некоторого времени оставалась в составе легкоатлетической команды Ботсваны и продолжала принимать участие в крупнейших международных соревнованиях. Так, в 2017 году она стала шестой в эстафете 4 × 400 метров на чемпионате мира по легкоатлетическим эстафетам в Нассау, тогда как на мировом первенстве в Лондоне заняла тринадцатое и седьмое места в беге на 400 метров и в эстафете 4 × 400 метров соответственно. Также в этом сезоне установила национальный рекорд Ботсваны в беге на 100 метров, преодолев дистанцию за 11,39 секунды.